# チェルト
チェルト株式会社は、千葉市美浜区に本社を置くイオングループの企業で、総務や資材の調達・管理などの補助及び、飲料自動販売機を中心としたリフレッシュ空間の創造を行う企業であった。
2010年（平成22年）9月1日をもって同じイオングループでビルメンテナンス事業を手がけるイオンディライト株式会社と合併・解散した。

## 沿革
- 1992年（平成4年）8月 - チェルト株式会社を設立。
- 2004年（平成16年）12月 - ジャスダックに上場。
- 2006年（平成18年）4月10日 - 自動販売機による清涼飲料販売会社である株式会社オートマックセールスの全株式をマイカルから取得し完全子会社化[1]。
- 2006年（平成18年）8月21日 - 株式会社オートマックセールスを吸収合併。
- 2010年（平成22年）9月1日 - イオングループの総合ビルメンテナンス事業を手がけるイオンディライト株式会社へ吸収合併され、当社は解散[2]。